# Cassinogilum
Cassinogilum fou un castell carolingi de Carlemany i Lluís el Pietós. Hi va néixer aquest darrer el 778 segons diuen l'Astrònom i Eginhard que asseguren que fou residència habitual del rei a Aquitània. Durant segles els historiadors s'han dividit sobre la seva localització. Els llocs d'ubicació més probables són: Casseneuil (a l'Òlt i Garona), Casseuil a la riba del Garona prop de La Réole, a la unió del Garona i el Dropt, i Chasseneuil (prop de Poitiers). Molts historiadors s'han decantat per aquesta darrera però al dia d'avui, amb les dades conegudes, podria ser qualsevol.